# 王店镇 (阜阳市)
王店镇，是中华人民共和国安徽省阜阳市颍州区下辖的一个乡镇级行政单位。

## 行政区划
王店镇下辖以下地区：
王店社区、顾庄村、余庄村、双郢村、胡庙村、韩寨村、连新村、王寨村、桃花村、新建村、刘新庄村、卢庄村、宁小村、高棚村和十二里村。